# Дарніус
Дарні́ус (кат. Darnius) - муніципалітет, розташований в Автономній області Каталонія, в Іспанії. Знаходиться у районі (кумарці) Алт-Ампурда провінції Жирона, згідно з новою адміністративною реформою перебуватиме у складі баґарії Жирона.

## Населення
Населення міста (у 2007 р.) становить 537 осіб (з них менше 14 років - 10,1%, від 15 до 64 - 64,2%, понад 65 років - 25,7%). У 2006 р. народжуваність склала 4 особи, смертність - 13 осіб, зареєстровано 2 шлюби. У 2001 р. активне населення становило 214 осіб, з них безробітних - 20 осіб.

Серед осіб, які проживали на території міста у 2001 р., 384 народилися в Каталонії (з них 302 особи у тому самому районі, або кумарці), 65 осіб приїхало з інших областей Іспанії, а 65 осіб приїхало з-за кордону. 

Університетську освіту має 12,7% усього населення. 

У 2001 р. нараховувалося 221 домогосподарство (з них 27,6% складалися з однієї особи, 34,4% з двох осіб,22,6% з 3 осіб, 10,4% з 4 осіб, 3,2% з 5 осіб, 1,8% з 6 осіб, 0% з 7 осіб, 0% з 8 осіб і 0% з 9 і більше осіб).

Активне населення міста у 2001 р. працювало у таких сферах діяльності : у сільському господарстві - 7,2%, у промисловості - 8,2%, на будівництві - 21,6% і у сфері обслуговування - 62,9%. 

 У муніципалітеті або у власному районі (кумарці) працює 100 осіб, поза районом - 118 осіб.

### Безробіття
У 2007 р. нараховувалося 11 безробітних (у 2006 р. - 12 безробітних), з них чоловіки становили 72,7%, а жінки - 27,3%.

## Економіка

### Підприємства міста

#### Промислові підприємства
| \| Промислові підприємства міста, за сферою діяльності \| Промислові підприємства міста, за сферою діяльності \| Промислові підприємства міста, за сферою діяльності \| \| Рік \| 2002 р. \| 2001 р. \| \| --------------------------------------------------- \| --------------------------------------------------- \| --------------------------------------------------- \| \| Енергетичні та водні ресурси \| 50% \| 20% \| \| Хімія та метали \| 0% \| 0% \| \| Переробка металів \| 0% \| 40% \| \| Продукти харчування \| 0% \| 0% \| \| Текстиль \| 0% \| 0% \| \| Виробництво меблів, видання \| 50% \| 40% \| \| Інше \| 0% \| 0% \| \| Усього підприємств \| 4 \| 5 \| |         |         |
| Промислові підприємства міста, за сферою діяльності |         |         |
| Рік | 2002 р. | 2001 р. |
| Енергетичні та водні ресурси | 50%     | 20%     |
| Хімія та метали | 0%      | 0%      |
| Переробка металів | 0%      | 40%     |
| Продукти харчування | 0%      | 0%      |
| Текстиль | 0%      | 0%      |
| Виробництво меблів, видання | 50%     | 40%     |
| Інше | 0%      | 0%      |
| Усього підприємств | 4       | 5       |

#### Роздрібна торгівля
| \| Підприємства роздрібної торгівлі міста, за сферою діяльності \| Підприємства роздрібної торгівлі міста, за сферою діяльності \| Підприємства роздрібної торгівлі міста, за сферою діяльності \| \| Рік \| 2002 р. \| 2001 р. \| \| ------------------------------------------------------------ \| ------------------------------------------------------------ \| ------------------------------------------------------------ \| \| Продукти харчування \| 50% \| 57,1% \| \| Одяг та взуття \| 0% \| 0% \| \| Товари для дому \| 12,5% \| 14,3% \| \| Книги та періодичні видання \| 0% \| 0% \| \| Промислова хімічна продукція \| 12,5% \| 14,3% \| \| Продукція, пов'язана з транспортними засобами \| 12,5% \| 14,3% \| \| Інше \| 12,5% \| 0% \| \| Усього підприємств \| 8 \| 7 \| |         |         |
| Підприємства роздрібної торгівлі міста, за сферою діяльності |         |         |
| Рік | 2002 р. | 2001 р. |
| Продукти харчування | 50%     | 57,1%   |
| Одяг та взуття | 0%      | 0%      |
| Товари для дому | 12,5%   | 14,3%   |
| Книги та періодичні видання | 0%      | 0%      |
| Промислова хімічна продукція | 12,5%   | 14,3%   |
| Продукція, пов'язана з транспортними засобами | 12,5%   | 14,3%   |
| Інше | 12,5%   | 0%      |
| Усього підприємств | 8       | 7       |

#### Сфера послуг
| \| Підприємства міста, що працюють у сфері послуг, за діяльністю \| Підприємства міста, що працюють у сфері послуг, за діяльністю \| Підприємства міста, що працюють у сфері послуг, за діяльністю \| \| Рік \| 2002 р. \| 2001 р. \| \| ------------------------------------------------------------- \| ------------------------------------------------------------- \| ------------------------------------------------------------- \| \| Гуртова торгівля \| 3,3% \| 3,7% \| \| Готелі та готельний бізнес \| 46,7% \| 44,4% \| \| Транспорт та зв'язок \| 13,3% \| 14,8% \| \| Посередницькі фінансові послуги \| 3,3% \| 3,7% \| \| Послуги підприємствам \| 3,3% \| 3,7% \| \| Послуги фізичним особам \| 20% \| 22,2% \| \| Нерухомість та ін. \| 10% \| 7,4% \| \| Усього підприємств \| 30 \| 27 \| |         |         |
| Підприємства міста, що працюють у сфері послуг, за діяльністю |         |         |
| Рік | 2002 р. | 2001 р. |
| Гуртова торгівля | 3,3%    | 3,7%    |
| Готелі та готельний бізнес | 46,7%   | 44,4%   |
| Транспорт та зв'язок | 13,3%   | 14,8%   |
| Посередницькі фінансові послуги | 3,3%    | 3,7%    |
| Послуги підприємствам | 3,3%    | 3,7%    |
| Послуги фізичним особам | 20%     | 22,2%   |
| Нерухомість та ін. | 10%     | 7,4%    |
| Усього підприємств | 30      | 27      |

## Житловий фонд
У 2001 р. 4,1% усіх родин (домогосподарств) мали житло метражем до 59 м², 10,4% - від 60 до 89 м², 40,3% - від 90 до 119 м² і
45,2% - понад 120 м².

З усіх будівель у 2001 р. 20,3% було одноповерховими, 52,3% - двоповерховими, 26,2
% - триповерховими, 1,2% - чотириповерховими, 0% - п'ятиповерховими, 0% - шестиповерховими,
0% - семиповерховими, 0% - з вісьмома та більше поверхами.

## Автопарк
| \| Автомобілі, зареєстровані у місті, за призначенням \| Автомобілі, зареєстровані у місті, за призначенням \| Автомобілі, зареєстровані у місті, за призначенням \| \| Рік \| 2006 р. \| 2005 р. \| \| -------------------------------------------------- \| -------------------------------------------------- \| -------------------------------------------------- \| \| Приватні автомобілі \| 59,8% \| 60,8% \| \| Мотоцикли \| 9,3% \| 9,4% \| \| Вантажівки \| 26,2% \| 25,4% \| \| Трактори \| 0,4% \| 0,4% \| \| Автобуси та ін. \| 4,4% \| 4,1% \| \| Усього автомобілів \| 562 шт. \| 566 шт. \| |         |         |
| Автомобілі, зареєстровані у місті, за призначенням |         |         |
| Рік | 2006 р. | 2005 р. |
| Приватні автомобілі | 59,8%   | 60,8%   |
| Мотоцикли | 9,3%    | 9,4%    |
| Вантажівки | 26,2%   | 25,4%   |
| Трактори | 0,4%    | 0,4%    |
| Автобуси та ін. | 4,4%    | 4,1%    |
| Усього автомобілів | 562 шт. | 566 шт. |

## Вживання каталанської мови
У 2001 р. каталанську мову у місті розуміли 92,9% усього населення (у 1996 р. - 97,9%), вміли говорити нею 84% (у 1996 р. - 
89,4%), вміли читати 79,5% (у 1996 р. - 87,3%), вміли писати 51,7
% (у 1996 р. - 46,2%). Не розуміли каталанської мови 7,1%.

## Політичні уподобання
У виборах до Парламенту Каталонії у 2006 р. взяло участь 269 осіб (у 2003 р. - 323 особи). Голоси за політичні сили розподілилися таким чином:
| \| Вибори до Парламенту Каталонії \| Вибори до Парламенту Каталонії \| Вибори до Парламенту Каталонії \| \| Рік \| 2006 р. \| 2003 р. \| \| -------------------------------------- \| ------------------------------ \| ------------------------------ \| \| Конвергенція та Єднання (CiU) \| 47,2% \| 48,6% \| \| Соціалістична партія Каталонії (PSC) \| 13% \| 15,5% \| \| Народна партія (PP) \| 11,2% \| 10,8% \| \| Ініціатива за зелену Каталонію (IC) \| 9,7% \| 4% \| \| Республіканська лівиця Каталонії (ERC) \| 17,5% \| 21,1% \| \| Громадянська партія (C's) \| 0,4% \| 0% \| \| Інші \| 1,1% \| 0% \| |         |         |
| Вибори до Парламенту Каталонії |         |         |
| Рік | 2006 р. | 2003 р. |
| Конвергенція та Єднання (CiU) | 47,2%   | 48,6%   |
| Соціалістична партія Каталонії (PSC) | 13%     | 15,5%   |
| Народна партія (PP) | 11,2%   | 10,8%   |
| Ініціатива за зелену Каталонію (IC) | 9,7%    | 4%      |
| Республіканська лівиця Каталонії (ERC) | 17,5%   | 21,1%   |
| Громадянська партія (C's) | 0,4%    | 0%      |
| Інші | 1,1%    | 0%      |

У муніципальних виборах у 2007 р. взяло участь 297 осіб (у 2003 р. - 325 осіб). Голоси за політичні сили розподілилися таким чином:
| \| Муніципальні вибори \| Муніципальні вибори \| Муніципальні вибори \| \| Рік \| 2007 р. \| 2003 р. \| \| -------------------------------------- \| ------------------- \| ------------------- \| \| Конвергенція та Єднання (CiU) \| 52,9% \| 67,4% \| \| Соціалістична партія Каталонії (PSC) \| 38,4% \| 0% \| \| Народна партія (PP) \| 0% \| 0% \| \| Ініціатива за зелену Каталонію (IC) \| 0% \| 0% \| \| Республіканська лівиця Каталонії (ERC) \| 8,8% \| 32,6% \| \| Громадянська партія (C's) \| 0% \| 0% \| \| Інші \| 0% \| 0% \| |         |         |
| Муніципальні вибори |         |         |
| Рік | 2007 р. | 2003 р. |
| Конвергенція та Єднання (CiU) | 52,9%   | 67,4%   |
| Соціалістична партія Каталонії (PSC) | 38,4%   | 0%      |
| Народна партія (PP) | 0%      | 0%      |
| Ініціатива за зелену Каталонію (IC) | 0%      | 0%      |
| Республіканська лівиця Каталонії (ERC) | 8,8%    | 32,6%   |
| Громадянська партія (C's) | 0%      | 0%      |
| Інші | 0%      | 0%      |